# Archive-Box (PortableApps)
Archive-Box（アーカイブボックス）はUSBフラッシュドライブなどの記憶装置から直接起動可能なポータブルアプリケーションをクライアントとした、オンラインストレージである。一般的に文具用品として使用されているArchive Boxとは異なる。

## 概要
2005年以降から2015年まで、オンラインストレージとして主流となっている自動同期型サービス・ファイル共有よりも、個人のファイル管理用として、ひとつのデバイスのバックアップ及び、ファイルマネージャとしての機能に重点が置かれ開発されている。また、従来のファイル管理として主流となっている、フォルダによる管理が採用されていない。ファイルの管理は、任意に作成可能なタギング、色分けされたラベル、ファイルを作成・受領した背景や、受け取った人名などを任記録できるノート、及び、更新日付などによって網羅的に管理される。ファイルの管理手法としてはGoogle社の提供しているクラウドメールサービスGmailの感覚に近い。
個人のスペースとしてのオンラインストレージを重視しているため、ファイル共有機能は非常に弱く、代わりにセキュリティが重視されたコンサバな設計思想である。また、動画や音楽ファイルなど大容量ファイルの保存というよりも、Microsoft Word、Microsoft Excel、Microsoft PowerPoint、Portable Document Format (PDF) のような文書ファイルの管理を意識している為か、他社が提供するオンラインストレージサービスよりも少なめの容量プランとなっている。

## 主な機能
- ドラッグ・ドロップによるフォルダ格納
- ファイルアップロード・ダウンロードによる同期
- ファイルリネーム・削除（Delボタン下押でも同様の挙動）・コピー
- 暗号化ZIP作成及びクリップボード直接コピー（機密データをメールで送付するときの利便性向上の為だけの機能と思われる）
- メールで送付できないサイズのファイルをリンク送付
- メモ帳機能(保存時にそのままテキストファイル形式で同期フォルダに保存される仕組み）
- ラベル・タグ付け機能
- 文字列検索・タグ・ラベル・日付による検索機能

## 検索アルゴリズム
クライアント (コンピュータ)アプリケーションは、ファイル検索を重視した設計と思われ、ユーザインタフェース (user interface)も通常状態では、ファイル検索バーのみの表示となり、ファイル名及び、ファイル内のテキスト文字列を検索する使用となっている。検索結果は徹底的に見つけたいファイルを絞り込むために、スペース区切りでAND検索を実行する。バイナリファイルの中に含まれる文字列の検索は実施されない。

## システム構成
クライアントアプリケーションはWindowsに対応しており、インストールが不要で、ファイルをUSBフラッシュドライブなどにコピーして実行するだけで動作するポータブルアプリケーションである。クラウドストレージ及びサーバーはアマゾンAWSを使用している。これは、セキュリティ・拡張性・可用性・コスト・永続性を考慮したうえの判断と思われる。デバイスの完全同期は行わず、必要なファイルだけを（ローカルデバイスに存在しない場合のみ）ダウンロードする仕組みとなっている。

## セキュリティ・プライバシー・利用規約等
個人ファイルの運用を重視したアプリケーションである為、クラウド上のデータはすべて暗号化され、クライアント・サーバ間の通信はSSLにより保護される仕組みである。暗号化には現時点で最も堅固な暗号化方式の一つと言われているAES256が採用されている。